# سالمون ۲۹۷۰۰
سیارک ۲۹۷۰۰ (به انگلیسی: 29700 Salmon، نامگذاری:1998YU5) بیست و نه هزار و هفتصدمین سیارک کشف شده‌است که در ۱۹ دسامبر ۱۹۹۸ کشف شد.